# Bebryce parastellata
Bebryce parastellata är en korallart som beskrevs av author unknown. Bebryce parastellata ingår i släktet Bebryce och familjen Plexauridae. Inga underarter finns listade i Catalogue of Life.